# Martin Östergren
Martin Östergren, född 1971 i Upplands Väsby, är en svensk pianist, kompositör och arrangör. 

## Diskografi
- Tillägnan, sånger till bröllop (1995)
- From Dusk to dawn, Carin Lundin (1996)
- Välkommen, dopsånger (1996)
- Farväl, sånger till tröst (1997)
- God jul, julsånger på svenska (1998)
- Visor, Helen Sjöholm (2002)
- Sommarnatt, Per Myrberg (2003)
- Om vi släpper allt en dag, Fredrik Swahn (2003)
- Känn en doft av kärleken, Anna-Lotta Larsson (2004)
- Tystnadens språk, Thomas Allander (2005)
- Alderville road, Sven-Bertil Taube (2007)
- Euforia, Helen Sjöholm sjunger Billy Joel (2010)
- Tänk om (What if), Nina Persson (2013) (Grammis för bästa barnskiva 2016)
- Carmencita Rockefeller (2014)
- Ronja Rövardotter (2015)
- Bajsfilmen, Dolores och Gunellens värld (2015)